# Marcellin Leroy
Marcellin Leroy, né le 14 octobre 1884 à Merck-Saint-Liévin et décédé le 17 octobre 1958 à Angoulême, est un industriel charentais, fondateur du groupe Leroy-Somer.

## Biographie

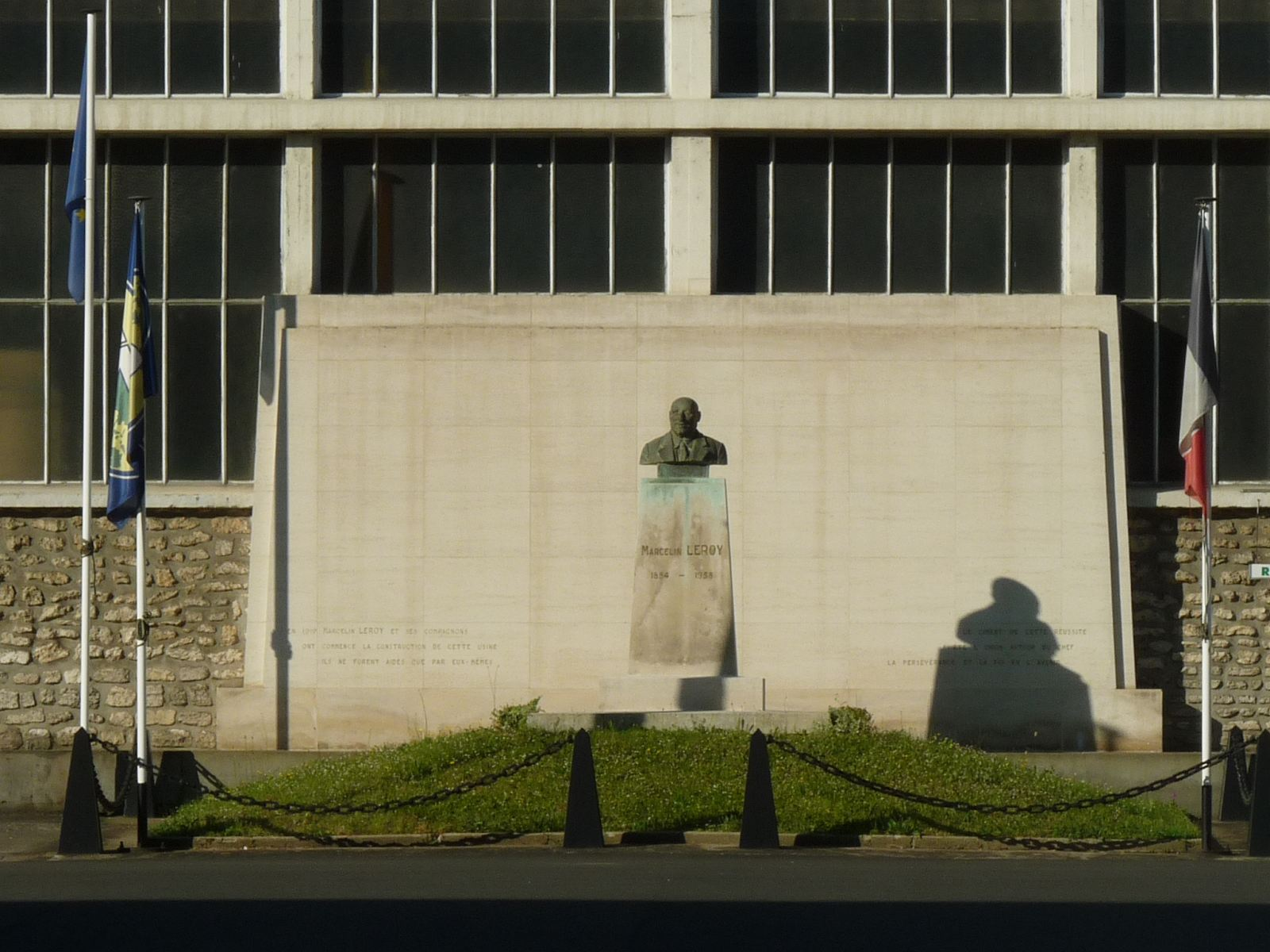
Mémorial de Marcellin Leroy.

Marcellin Leroy est le fils de Florimond Leroy, maréchal-ferrant dans le nord de la France, et Marie-Héloïse Paquez.
Artisan bobineur, il s'installe à Paris et le 11 mai 1909 y épouse Isabelle Cadet. Il part travailler à la Poudrerie Nationale à Angoulême pendant la Première Guerre mondiale. En 1919, il reste en Charente et ouvre un petit atelier de mécanique pour réparer des moteurs électriques.
Le succès est au rendez-vous, et il acquiert un grand hangar à Sillac au sud de la ville d'Angoulême ce qui lui permet de recruter plus d'ouvriers. C'est à ce moment-là qu'il se décide à fabriquer ses propres moteurs.
En 1929-1930, il fait construire une fonderie par souci d'autonomie, sur de nouveaux terrains achetés dans la même zone à Sillac. Dans les années 1930, son entreprise fournit des moteurs à une toute nouvelle industrie, l'industrie frigorifique.
En 1944-1945, à la fin de la Seconde Guerre mondiale, Leroy fabrique des alternateurs pour groupes électrogènes pour des industriels, très utiles pendant cette période de fréquentes coupures de courant. En 1947, il lancera le moteur N.
Leroy meurt en 1958.

## Postérité
Son successeur Georges Chavanes dirige l'entreprise jusqu'en 1986. Leroy-Somer est aujourd'hui l'une des plus importantes entreprises industrielles de la région Nouvelle-Aquitaine avec un effectif total de 8450 salariés et un chiffre d'affaires de 1,3 milliard d'euros.
Le Domaine Castay à Torsac en Charente, est une ancienne ferme créée par Marcellin Leroy pour les besoins en alimentation du personnel de son entreprise. C'est un vignoble de 24 hectares qui appartient à des descendants de l'industriel.

## Sources
- Roger Façon, L'Usine Leroy d'Angoulême, Norois, 1963, p. 299-303
- Georges Chavanes, Leroy-Somer, aventure industrielle et humaine du XXe siècle, 2012